# Gerard Johnstone
Gerard Johnstone, född 4 mars 1976 i Invercargill på Nya Zeeland, är en nyzeeländsk manusförfattare, samt film- och TV-regissör. Han är bland annat känd för att vara regissör på sci-fi-skräckfilmen M3GAN, som premiärvisades för första gången i december 2022. Han sägs även vara regissör på denna nämnda films kommande uppföljare, M3GAN 2.0, som beräknas ha biopremiär i januari 2025.
Johnstone är gift och har två söner, födda 2012, respektive 2014.

## Filmografi (i urval)

### Film
- 2022 – M3GAN
- 2025 – M3GAN 2.0

### TV
- 2018 – Nya legender om Apkungen (TV-serie)